# 羅索哈奇 (利維夫州)
49°0′19″N 23°12′44″E / 49.00528°N 23.21222°E
羅索哈奇（烏克蘭語：Росохач）是烏克蘭的村庄，位於該國西部利沃夫州，由斯特雷區科焦瓦市鎮負責管轄，始建於1561年，面積1.61平方公里，海拔高度707米，2001年該村人口523。